# Kreis Neuhaus am Rennweg
De Kreis Neuhaus am Rennweg was een kreis in het zuidwesten van de Duitse Democratische Republiek. De kreis bestond tussen 1952 en 1994 en maakte deel uit van de Bezirk Suhl en aansluitend van het land Thüringen na de Duitse hereniging. Kreisstadt was Neuhaus am Rennweg.

## Geschiedenis
Op 25 juli 1952 vond er in de DDR een omvangrijke herindeling plaats, waarbij onder andere de deelstaten werden opgeheven en nieuwe Bezirke werden gevormd. De Kreis Neuhaus am Rennweg ontstond bij deze herindeling uit delen van de Landkreisen Sonneberg, Rudolstadt en Saalfeld en behoorde tot de Bezirk Suhl. Op 17 mei 1990 werd de kreis in Landkreis Neuhaus hernoemd. Bij de Duitse hereniging later dat jaar werd de landkreis onderdeel van het nieuw gevormde Land Thüringen. Vier jaar later, op 1 juli 1994, vond er een herindeling in Thüringen plaats, waarbij de Landkreis Neuhaus werd opgeheven en opgedeeld. Het zuidelijke- en noordwestelijke deel werden bij de Landkreis Sonneberg gevoegd, terwijl het noordelijke deel opging in de Landkreis Saalfeld-Rudolstadt.